# Big Belt Mountains
De Big Belt Mountains zijn een bergketen in de centrale Rocky Mountains in de Amerikaanse staat Montana.
Het gebergte vormt een schakel tussen de bergketens van de noordelijke Amerikaanse Rocky Mountains in het noorden als de Flathead Range en de groep bergketens rond Yellowstone (met bergketens als de Gallatin Range). Aan het noordelijke einde van de Big Belt Mountains boort de Missouri zich van het zuidwesten naar het noordoosten doorheen de Rockies (nu het stuwmeer Holter Lake).
Een groot deel van het gebergte wordt bedekt door het Helena National Forest, waar aan bosbouw en recreatie gedaan wordt door de lokale bevolking. Het hoogste punt van deze bergketen wordt gevormd door Mount Edith (2987 m), in het zuidelijke deel van het gebergte. Ten westen van de Big Belt Mountains stroomt de Missouri, terwijl aan de oostzijde de Smith stroomt, een zijrivier van de Missouri. US Highway 12 voert over de bergketen, van Townsend naar White Sulpher Springs.
De bergketen is zo'n 120 kilometer lang. In het oosten liggen de Little Belts en in het zuiden liggen in het verlengde de Bridger Mountains. De Big Belt Mountains bestaan grotendeels uit Precambrische mudstones.
De bergketen werd langs het noorden gepasseerd door de expeditie van Lewis en Clark in 1805. Ze vormden de eerste bergketen van de Rocky Mountains die de expeditie diende te passeren.